# Nyssa (Oregon)
Nyssa és una població dels Estats Units a l'estat d'Oregon. Segons el cens del 2000 tenia 3.163 habitants.

## Demografia
Segons el cens del 2000, Nyssa tenia 3.163 habitants, 1.018 habitatges, i 761 famílies. La densitat de població era de 1.071,3 habitants per km².
Dels 1.018 habitatges en un 43,3% hi vivien nens de menys de 18 anys, en un 56,5% hi vivien parelles casades, en un 13,4% dones solteres, i en un 25,2% no eren unitats familiars. En el 20,6% dels habitatges hi vivien persones soles el 12,3% de les quals corresponia a persones de 65 anys o més que vivien soles. El nombre mitjà de persones vivint en cada habitatge era de 3,11 i el nombre mitjà de persones que vivien en cada família era de 3,61.
Per edats la població es repartia de la següent manera: un 35,7% tenia menys de 18 anys, un 9,5% entre 18 i 24, un 25,8% entre 25 i 44, un 17,2% de 45 a 60 i un 11,9% 65 anys o més.
L'edat mediana era de 29 anys. Per cada 100 dones de 18 o més anys hi havia 95 homes.
La renda mediana per habitatge era de 27.372$ i la renda mediana per família de 28.919$. Els homes tenien una renda mediana de 26.731$ mentre que les dones 20.667$. La renda per capita de la població era de 10.317$. Aproximadament el 19,9% de les famílies i el 23,3% de la població estaven per davall del llindar de pobresa.

## Poblacions més properes
El següent diagrama mostra les poblacions més properes.